# Битка при Ахелой (1359)
Битката при Ахелой е сражение през пролетта на 1359 г. в близост до река Ахелой в Етолия (днешна западна Гърция) между деспота на Епир Никифор II Орсини и размирни албански земевладелци, водени от Петър Лоша и Гин Буа Спата.
От началото на XIV век силата на Епирското деспотство намалява за сметка на възхода на местните албански земевладелци. През късната пролет на 1359 г. деспот Никифор II Орсини организира поход в западните си владения, за да укрепи своята власт. Албанците от своя страна събират своите сили и разбиват войската на Орсини в близост до река Ахелой като самият деспот Орсини пада убит.
След смъртта на Никифор Епирското деспотство е присъединено към владенията на Симеон Урош Палеолог, по-малкия брат на сръбския цар Стефан Душан, но той се вижда принуден да признае и de jure фактическата власт на албанските си лидери в две нови васални деспотства – Артско деспотство и Деспотство Ангелокастро и Лепанто.